# Detective Conan: The Last Wizard of the Century
Detective Conan: The Last Wizard of the Century (jap. 名探偵コナン 世紀末の魔術師 Meitantei Konan: Seikimatsu no majutsushi) – japoński film anime wyprodukowany w 1999 roku, trzeci film z serii Detektyw Conan. Piosenką przewodnią filmu była ONE śpiewana przez B’z.
Film miał swoją premierę 17 kwietnia 1999 roku w Japonii przynosząc łączny dochód 1,45 mld ¥. W pierwszym tygodniu zarobił ¥61.497.600.

## Fabuła
Kaitō Kid wysyła list‑zagadkę informujący o jego nowym celu. Policja wnioskuje, że jego następnym celem jest niedawno odkryte jajo Fabergé należące do cara Mikołaja II, które ma być wystawione w Muzeum Sztuki Nowoczesnej Suzuki w Osace 22 sierpnia. W noc napadu Kid z powodzeniem kradnie jajko i ucieka, a Conan z Heijim wytrwale go gonią. Jednak w środku pościgu Kid zostaje postrzelony w prawe oko przez nieznanego sprawcę i traci cenny przedmiot. Policja bezskutecznie szuka ciała Kaitō Kida.
Następnego dnia Conan, Ran i Kogorō wsiadają na pokład łodzi płynącej do Tokio, gdzie spotykają Natsumi Kousakę, której pradziadek pracował w zakładzie Fabergé. Ona pokazuje im fragment szkicu dwóch jaj i klucza, które znaleziono wśród pamiątek jej zmarłej babci. Conan podejrzewa, że człowiek, który strzelił do Kaitō Kida jest na statku. Tej samej nocy ginie Ryū Sagawa – fotograf freelancer zaopatrujący prasę nowościami związanymi z jajkiem. Wkrótce po odkryciu jego ciała inspektor Megure, wraz z oficerami Takagi i Shiratori, przybywają helikopterem aby zbadać miejsce zbrodni.

## Obsada
- Minami Takayama – Conan Edogawa
- Kappei Yamaguchi – Shinichi Kudō
- Wakana Yamazaki – Ran Mōri
- Akira Kamiya – Kogorō Mōri
- Ryō Horikawa – Heiji Hattori
- Kappei Yamaguchi – Kaitō Kid
- Megumi Hayashibara – Ai Haibara
- Yukiko Iwai – Ayumi Yoshida
- Wataru Takagi – Genta Kojima
- Ikue Ōtani – Mitsuhiko Tsuburaya
- Ken’ichi Ogata – dr Hiroshi Agasa
- Yūko Miyamura – Kazuha Tōyama
- Naoko Matsui – Sonoko Suzuki
- Chafūrin – inspektor Jūzō Megure
- Kaneto Shiozawa – inspektor Ninzaburō Shiratori
- Wataru Takagi – inspektor Wataru Takagi
- Unshō Ishizuka – inspektor Ginzō Nakamori
- Nobuo Tanaka – Jintarō Chaki
- Emi Shinohara – Natsumi Kōsaka
- Haruhiko Jō – Sergei Ovchinikov
- Toshiko Fujita – Seiran Urashi
- Akio Ōtsuka – Shōichi Inui
- Hōchū Ōtsuka – Ryū Sagawa
- Mitsuru Miyamoto – Makoto Nishino
- Fumio Matsuoka – Shiro Suzuki
- Eisuke Yoda – Kuranosuke Sawabe